# Tritenii de Jos
Tritenii de Jos (in passato Tritul de Jos, in ungherese Alsódetrehem, in tedesco Detrechen) è un comune della Romania di 4 905 abitanti, ubicato nel distretto di Cluj, nella regione storica della Transilvania.
Il comune è formato dall'unione di 6 villaggi: Clapa, Colonia, Pădurenii, Tritenii de Jos, Tritenii de Sus, Tritenii-Hotar.